# Stazione di Campello sul Clitunno
La stazione di Campello sul Clitunno è una fermata ferroviaria posta sulla linea Roma-Ancona; si trova nel territorio comunale di Campello sul Clitunno.